# Apoctena orthropis
Apoctena orthropis är en fjärilsart som först beskrevs av Edward Meyrick 1901.  Apoctena orthropis ingår i släktet Apoctena och familjen vecklare. Inga underarter finns listade i Catalogue of Life.